# 1 000 kilomètres de Silverstone 1983
Navigation
Édition précédente Édition suivante
Les 1 000 kilomètres de Silverstone 1983 (officiellement appelé le Grand Prix International 1000 km), disputées le 8 mai 1983 sur le Circuit de Silverstone ont été la deuxième manche du Championnat du monde des voitures de sport 1983 et du Championnat d'Europe des voitures de sport 1983.

## La course

### Classement de la course
Voici le classement officiel au terme de la course,,.
- Les premiers de chaque catégorie du championnat du monde sont signalés par un fond jaune.
- Pour la colonne Pneus, il faut passer le curseur au-dessus du modèle pour connaître le manufacturier de pneumatiques.
- Les voitures ne réussissant pas à parcourir 75% de la distance du gagnant sont non classées (NC).

| Pos  | Classe | no | Écurie                               | Pilotes                                                  | Châssis                                      | Pneus | Tours | Temps              |
| Pos  | Classe | no | Écurie                               | Pilotes                                                  | Moteur                                       | Pneus | Tours | Temps              |
| ---- | ------ | -- | ------------------------------------ | -------------------------------------------------------- | -------------------------------------------- | ----- | ----- | ------------------ |
| 1    | C      | 2  | Rothmans Porsche                     | Derek Bell Stefan Bellof                                 | Porsche 956                                  | D     | 212   | 5 h 2 min 42 s 930 |
| 1    | C      | 2  | Rothmans Porsche                     | Derek Bell Stefan Bellof                                 | Porsche Type-935 2,6 l Flat-6 Turbo          | D     | 212   | 5 h 2 min 42 s 930 |
| 2    | C      | 8  | Marlboro Joest Racing                | Bob Wollek Stefan Johansson                              | Porsche 956                                  | D     | 212   | + 53 s 210         |
| 2    | C      | 8  | Marlboro Joest Racing                | Bob Wollek Stefan Johansson                              | Porsche Type-935 2,6 l Flat-6 Turbo          | D     | 212   | + 53 s 210         |
| 3    | C      | 14 | GTi Engineering / Canon Racing       | Jan Lammers Thierry Boutsen                              | Porsche 956                                  | D     | 205   | + 7 tours          |
| 3    | C      | 14 | GTi Engineering / Canon Racing       | Jan Lammers Thierry Boutsen                              | Porsche Type-935 2,6 l Flat-6 Turbo          | D     | 205   | + 7 tours          |
| 4    | C      | 18 | Boss Obermaier Racing                | Axel Plankenhorn (de) Hans Heyer Harald Grohs            | Porsche 956                                  | D     | 201   | + 11 tours         |
| 4    | C      | 18 | Boss Obermaier Racing                | Axel Plankenhorn (de) Hans Heyer Harald Grohs            | Porsche Type-935 2,6 l Flat-6 Turbo          | D     | 201   | + 11 tours         |
| 5    | C      | 21 | Porsche Kremer Racing                | Alan Jones Vern Schuppan                                 | Porsche 956                                  | G     | 201   | + 11 tours         |
| 5    | C      | 21 | Porsche Kremer Racing                | Alan Jones Vern Schuppan                                 | Porsche Type-935 2,6 l Flat-6 Turbo          | G     | 201   | + 11 tours         |
| 6    | C      | 42 | Richard Cleare Racing (pl)           | Tony Dron (en) Richard Cleare (pl)                       | Porsche CK5                                  | D     | 197   | + 15 tours         |
| 6    | C      | 42 | Richard Cleare Racing (pl)           | Tony Dron (en) Richard Cleare (pl)                       | Porsche Type-935 3,0 l Flat-6 Turbo          | D     | 197   | + 15 tours         |
| 7    | C      | 39 | Viscount Downe - Pace Petroleum (en) | Ray Mallock Mike Salmon (en)                             | Nimrod NRA/C2B                               | A     | 184   | + 28 tours         |
| 7    | C      | 39 | Viscount Downe - Pace Petroleum (en) | Ray Mallock Mike Salmon (en)                             | Aston Martin - DP1229 Tickford 5,3 l V8 Atmo | A     | 184   | + 28 tours         |
| 8    | C      | 11 | John Fitzpatrick Racing              | John Fitzpatrick David Hobbs                             | Porsche 956                                  | G     | 180   | + 32 tours         |
| 8    | C      | 11 | John Fitzpatrick Racing              | John Fitzpatrick David Hobbs                             | Porsche Type-935 2,6 l Flat-6 Turbo          | G     | 180   | + 32 tours         |
| 9    | C Jr.  | 63 | Jolly Club                           | Carlo Facetti Martino Finotto                            | Alba AR2 (de)                                | P     | 172   | + 40 tours         |
| 9    | C Jr.  | 63 | Jolly Club                           | Carlo Facetti Martino Finotto                            | Giannini Carma FF 1,9 l I4 Turbo             | P     | 172   | + 40 tours         |
| 10   | B      | 89 | Team Castrol                         | Jens Winther David Mercer Wolfgang Braun                 | BMW M1                                       | D     | 169   | + 43 tours         |
| 10   | B      | 89 | Team Castrol                         | Jens Winther David Mercer Wolfgang Braun                 | BMW M88/1 3,5 l I6 Atmo                      | D     | 169   | + 43 tours         |
| 11   | B      | 88 | Racing Team Jürgensen GmbH           | Edgar Dören Hans Christian Jürgensen Antoniella Mandelli | BMW M1                                       | ?     | 169   | + 43 tours         |
| 11   | B      | 88 | Racing Team Jürgensen GmbH           | Edgar Dören Hans Christian Jürgensen Antoniella Mandelli | BMW M88/1 3,5 l I6 Atmo                      | ?     | 169   | + 43 tours         |
| 12   | C      | 55 | François Duret                       | Mike Wilds François Duret Ian Harrower                   | De Cadenet-Lola                              | M     | 167   | + 45 tours         |
| 12   | C      | 55 | François Duret                       | Mike Wilds François Duret Ian Harrower                   | Ford Cosworth DFV 3,0 l V8 Atmo              | M     | 167   | + 45 tours         |
| 13   | B      | 93 | Charles Ivey Racing                  | John Cooper Paul Smith (en) David Ovey                   | Porsche 930                                  | D     | 159   | + 53 tours         |
| 13   | B      | 93 | Charles Ivey Racing                  | John Cooper Paul Smith (en) David Ovey                   | Porsche Type-930 3,3 l Flat-6 Turbo          | D     | 159   | + 53 tours         |
| 14   | B      | 92 | Georg Memminger (de)                 | Georg Memminger (de) Heinz Kuhn-Weiss (de)               | Porsche 930                                  | D     | 149   | + 63 tours         |
| 14   | B      | 92 | Georg Memminger (de)                 | Georg Memminger (de) Heinz Kuhn-Weiss (de)               | Porsche Type-930 3,3 l Flat-6 Turbo          | D     | 149   | + 63 tours         |
| 15   | B      | 98 | Bernd Schiller                       | Bernd Schiller Günter Steckkönig (de)                    | Porsche 930                                  | ?     | 148   | + 64 tours         |
| 15   | B      | 98 | Bernd Schiller                       | Bernd Schiller Günter Steckkönig (de)                    | Porsche Type-930 3,3 l Flat-6 Turbo          | ?     | 148   | + 64 tours         |
| Abd. | C      | 41 | EMKA Productions Ltd.                | Tiff Needell Jeff Allam Steve O'Rourke                   | EMKA C83/1                                   | ?     | 165   | Suspension         |
| Abd. | C      | 41 | EMKA Productions Ltd.                | Tiff Needell Jeff Allam Steve O'Rourke                   | Aston Martin-Tickford 5,3 l V8 Atmo          | ?     | 165   | Suspension         |
| Abd. | C      | 1  | Rothmans Porsche                     | Jochen Mass Jacky Ickx                                   | Porsche 956                                  | D     | 114   | Accident           |
| Abd. | C      | 1  | Rothmans Porsche                     | Jochen Mass Jacky Ickx                                   | Porsche Type-935 2,6 l Flat-6 Turbo          | D     | 114   | Accident           |
| Abd. | C      | 52 | Scuderia Sivama                      | Joe Castellano (de) Duilio Truffo (pl)                   | Lancia LC1                                   | D     | 98    | Accident           |
| Abd. | C      | 52 | Scuderia Sivama                      | Joe Castellano (de) Duilio Truffo (pl)                   | Lancia 1,4 l I4 Turbo                        | D     | 98    | Accident           |
| Abd. | C      | 51 | Scuderia Sivama                      | Massimo Sigala Oscar Larrauri                            | Lancia LC1                                   | D     | 94    | Joint de culasse   |
| Abd. | C      | 51 | Scuderia Sivama                      | Massimo Sigala Oscar Larrauri                            | Lancia 1,4 l I4 Turbo                        | D     | 94    | Joint de culasse   |
| Abd. | C      | 15 | Belga Team Joest Racing              | Marc Duez Philippe Martin Jean-Michel Martin             | Porsche 936C                                 | D     | 77    | Boite de vitesses  |
| Abd. | C      | 15 | Belga Team Joest Racing              | Marc Duez Philippe Martin Jean-Michel Martin             | Porsche Type-935 2,6 l Flat-6 Turbo          | D     | 77    | Boite de vitesses  |
| Abd. | C      | 4  | Martini Lancia                       | Michele Alboreto Riccardo Patrese                        | Lancia LC2                                   | P     | 74    | Surchauffe         |
| Abd. | C      | 4  | Martini Lancia                       | Michele Alboreto Riccardo Patrese                        | Ferrari 263C 2,6 l V8 Turbo                  | P     | 74    | Surchauffe         |
| Abd. | C      | 12 | New Man Joest Racing                 | Volkert Merl Clemens Schickentanz Hans Heyer             | Porsche 956                                  | D     | 74    | Moteur             |
| Abd. | C      | 12 | New Man Joest Racing                 | Volkert Merl Clemens Schickentanz Hans Heyer             | Porsche Type-935 2,6 l Flat-6 Turbo          | D     | 74    | Moteur             |
| Abd. | C      | 5  | Martini Lancia                       | Piercarlo Ghinzani Teo Fabi                              | Lancia LC2                                   | P     | 54    | Surchauffe         |
| Abd. | C      | 5  | Martini Lancia                       | Piercarlo Ghinzani Teo Fabi                              | Ferrari 263C 2,6 l V8 Turbo                  | P     | 54    | Surchauffe         |
| Abd. | C      | 47 | Henns' T-Bird Swap Shop              | Preston Henn Guy Edwards Rupert Keegan                   | Porsche 956                                  | G     | 54    | Moteur             |
| Abd. | C      | 47 | Henns' T-Bird Swap Shop              | Preston Henn Guy Edwards Rupert Keegan                   | Porsche Type-935 2,6 l Flat-6 Turbo          | G     | 54    | Moteur             |
| Abd. | C      | 35 | Brun Motorsport                      | Hans-Joachim Stuck Walter Brun                           | Sehcar C6                                    | D     | 32    | Boite de vitesses  |
| Abd. | C      | 35 | Brun Motorsport                      | Hans-Joachim Stuck Walter Brun                           | Ford Cosworth DFV 4,0 l V8 Atmo              | D     | 32    | Boite de vitesses  |
| Abd. | C Jr.  | 60 | Mazdaspeed                           | Yojiro Terada Pete Lovett (en)                           | Mazda 717C                                   | D     | 32    | Perte de roue      |
| Abd. | C Jr.  | 60 | Mazdaspeed                           | Yojiro Terada Pete Lovett (en)                           | Mazda 13B 1,3 l 2-Rotor Turbo                | D     | 32    | Perte de roue      |
| Abd. | B      | 95 | Equipe Alméras Frères                | Jean-Marie Alméras Roland Biancone Jacques Guillot       | Porsche 930                                  | M     | 7     | Motor              |
| Abd. | B      | 95 | Equipe Alméras Frères                | Jean-Marie Alméras Roland Biancone Jacques Guillot       | Porsche Type-930 3,3 l Flat-6 Turbo          | M     | 7     | Motor              |
| Np.  | B      | 91 | Edgar Dören                          | Helmut Gall Margie Smith-Haas                            | Porsche 930                                  | ?     |       |                    |
| Np.  | B      | 91 | Edgar Dören                          | Helmut Gall Margie Smith-Haas                            | Porsche Type-930 3,3 l Flat-6 Turbo          | ?     |       |                    |
| Np.  | C Jr.  | 62 | Manns Racing                         | David Palmer Roy Baker                                   | Harrier RX83C                                | A     |       | Joint du rotor     |
| Np.  | C Jr.  | 62 | Manns Racing                         | David Palmer Roy Baker                                   | Mazda 13B 1,3 l 2-Rotor Turbo                | A     |       | Joint du rotor     |

## Pole position et record du tour
- Pole position :  Stefan Bellof (#2 Rothmans Porsche) en 1 min 13 s 150
- Meilleur tour en course :  Riccardo Patrese (#4 Martini Lancia) en 1 min 18 s 390

## À noter
- Longueur du circuit : 4,719 km
- Distance parcourue par les vainqueurs : 1 000,342 km